# Pyrechmès
Dans la mythologie grecque, Pyrechmès (en grec ancien Πυραίχμης / Puraikhmês) est le meneur des Péoniens à la guerre de Troie.
Il est cité dans le Catalogue des Troyens, habitant Amydon (en) près du fleuve Axios. Il meurt au combat, tué par Patrocle lors de son aristie.
L'astéroïde troyen de Jupiter (15977) Pyraechmes est nommé en référence à ce personnage.